# Назад към автономията
„Назад към автономията. Декларация по разрешението на македонския въпрос“ е брошура, издадена в 1919 година, след Първата световна война, от Димо Хаджидимов, идеолога на левицата в бившата Вътрешна македоно-одринска революционна организация. Брошурата на Хаджидимов е програмен документ за дейността на Временното представителство на бившата ВМОРО, лявото крило в македонското освободително движение след Първата световна война. За разлика от десницата, представена от Изпълнителния комитет на Съюза на македонските емигрантски организации, който все още поддържа доминиращата по време на войната идея за присъединяване на Македония към България, Временното представителсто се връща напълно към политиката на ВМОРО за Автономна Македония.
Хаджидимов прави исторически преглед на идеята за автономията и показва, че това е идея на българското население в областта, съществувала още през османско време, чиято цел е да се запази единството на Македония и да се създадат братски отношения между народите в нея. Но макар че останалите народности в областта не приемат тази идея и тя си остава чисто българска, според Хаджидимов тя е единствената която може да доведе до единство балканските народи и до Балканска федерация.
| „ | ...Тази идея все пак си остана само идея българска, докато най-послѣ изчезна и като българска. Нито гърцитѣ, нито турцитѣ, нито друга нѣкоя националность въ Македония възприеха тоя лозунгъ. Нѣщо повече: обявиха се противъ него, противъ автономната идея... Защото автономната идея у българитѣ доби по-широкъ полетъ успоредно съ създаването на Вѫтрѣшната македонска революционна организация, която, българска по съставъ, се прояви като организация доволно рѣшителна и съ внушителна боева мощь и сила на съпротивление. Водителството на македонскитѣ гърци не можеше да се нареди подъ знамето на една такава организация, която въ никой случай не би станала орѫдие на елинизма като националенъ идеалъ... Въ лицето на България гръцкото кралство и агентитѣ му въ Македония виждаха единъ факторъ по-силенъ и съ по-високъ воененъ престижъ, а това налагаше едно отрицателно отношение къмъ вѫтрѣшното българско движение... | “ |